# Burlington (Carolina del Nord)
Burlington è una città degli Stati Uniti d'America, situata nella Contea di Alamance nello Stato della Carolina del Nord.
Grazie all'ampia gamma di attività all’aperto e siti storici, le attività economiche predominanti sono rivolte allo shopping, esperienze culinarie, in altre parole: attività derivanti dal turismo. Le attività all’aria aperta per gli amanti della natura, sono numerose; i pittoreschi sentieri escursionistici, tranquille zone di pesca, aree picnic, campi da golf ben tenuti, Burlington ha qualcosa per il divertimento di tutti.
Uno dei siti storici più significativi di Burlington, Carolina del Nord è l’Alamance Battleground. Questo sito segna il luogo della battaglia di Alamance, avvenuta il 16 maggio 1771, durante la Rivoluzione americana. Fu una battaglia fondamentale che alla fine portò alla Guerra d’Indipendenza.
All’Alamance Battleground, i visitatori possono immergersi nella storia della battaglia e acquisire una comprensione più profonda del suo significato. Il centro visitatori fornisce numerose informazioni, inclusi reperti e manufatti che mostrano gli eventi che hanno portato alla battaglia e alle sue conseguenze. 
Il Burlington Historic District, un quartiere storico designato che comprende una zona del centro di Burlington. Questo quartiere ospita una varietà di edifici storici e monumenti ben conservati, gioielli architettonici di epoche diverse, tra cui lo stile vittoriano, Queen Anne e Revival coloniale. 
Il Museo storico della contea di Alamance è un altro sito storico della città, ospitato nell’ex edificio del tribunale, questo museo offre uno sguardo completo sul passato della contea, dalla sua eredità dei nativi americani al suo ruolo nella guerra civile e oltre. Il museo vanta un’impressionante collezione di manufatti e mostre che mostrano vari aspetti della storia della contea di Alamance. Dagli strumenti agricoli e tessili ai cimeli militari e alle fotografie, ogni oggetto racconta una storia delle persone e degli eventi che hanno plasmato la regione.